# 卡普斯廷齊 (喬爾特基夫區)
48°52′17″N 25°49′27″E / 48.87139°N 25.82417°E
卡普斯廷齊（羅馬化：Kapustyntsi）是位於烏克蘭西部特諾皮爾州喬爾特基夫區的村莊，始建於1939年，面積1.65平方公里，2001年人口494，人口密度每平方公里300.3人。